# Assis Carvalho
Francisco de Assis Carvalho Gonçalves (Oeiras, 9 de junho de 1961 — Oeiras, 5 de julho de 2020) foi um servidor público e político brasileiro. Em 2020, exercia seu terceiro mandato como deputado federal pelo estado do Piauí.

## Dados biográficos
Filho de Antônio Sobreira Gonçalves e Ana de Carvalho Gonçalves. Licenciado em Letras pela Universidade Federal do Piauí em 1997, foi servidor público lotado na Caixa Econômica Federal. Membro da Confederação Nacional dos Trabalhadores no Ramo Financeiro (CONTRAF), perdeu a eleição para deputado federal em 2002, mas a vitória de Wellington Dias ao governo do Piauí garantiu-lhe o cargo de diretor-geral do Departamento Estadual de Trânsito (DETRAN) sendo realocado na presidência da Águas e Esgotos do Piauí (AGESPISA).
Sempre filiado ao PT, foi eleito deputado estadual em 2006, licenciando-se para exercer o cargo de secretário de Saúde ao longo do segundo governo Wellington Dias. A seguir, foi eleito deputado federal pelo Piauí em 2010, 2014 e 2018.
No dia 5 de julho de 2020, sofreu um infarto em Oeiras e foi levado para a Unidade de Pronto Atendimento (UPA) da cidade. Seria transferido para a capital do estado, Teresina, no dia seguinte, no entanto, não sobreviveu e morreu em sua cidade natal.